# Asaphis deflorata
Asaphis deflorata är en musselart som först beskrevs av Carl von Linné 1758.  Asaphis deflorata ingår i släktet Asaphis och familjen Psammobiidae. Inga underarter finns listade i Catalogue of Life.